# S-Zug Lüttich
Der S-Zug Lüttich (französisch Train S Liège, niederländisch S-trein Luik) ist das S-Zug-System der belgischen Stadt Lüttich. Der Betrieb wurde am 3. September 2018 aus vorherigen L-Zug-Verbindungen geschaffen, die Liniennummern erhielten und mehr beworben wurden.
In Vorbereitung auf den S-Zug wurde am 10. Juni 2018 der Personenverkehr auf der Strecke L 125A zwischen Lüttich und Flémalle-Haute wiederaufgenommen, mit zwei neuen Bahnhöfen in Ougrée und Seraing. Ebenfalls wurde am 3. September 2018 ein neuer Bahnhof in Chaudfontaine eröffnet. Letztlich wurden die Bahnhöfe Palais und Jonfosse in Saint-Lambert und Carré umbenannt. Zentraler Umsteigebahnhof ist Liège-Guillemins, hier gibt es den Umstieg in die Straßenbahn. 

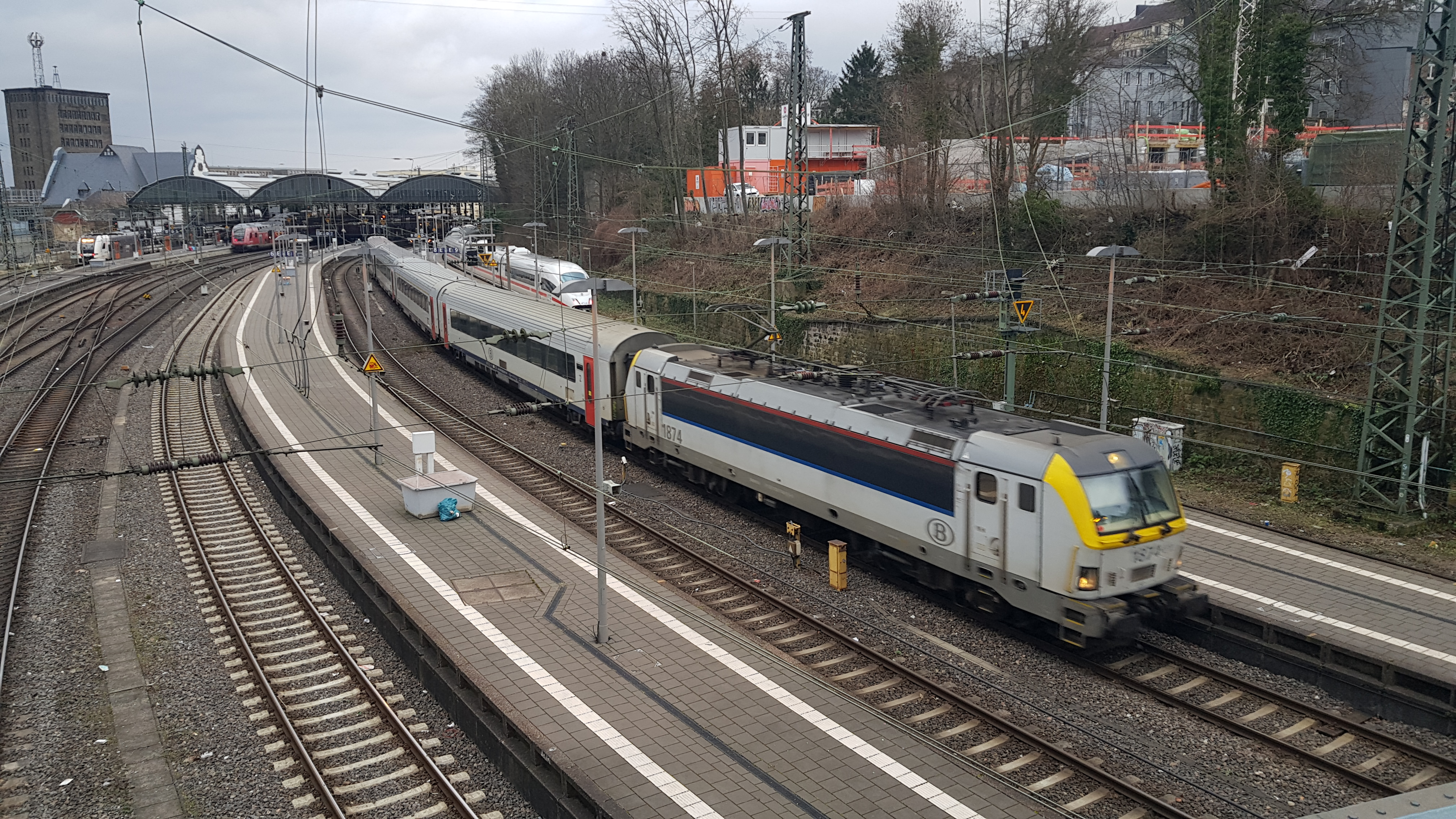
Zug der Linie S41 in Aachen Hbf (2024)

Die Linie S43 verkehrt grenzüberschreitend nach Maastricht in den Niederlanden und dort im Auftrag der niederländischen Provinz Limburg. Seit dem 30. Juni 2024 wird die Verbindung zwischen Bahnhof Maastricht und Bahnhof Liège-Guillemins durch den Dreiländerzug (RE18) ersetzt sowie ab 10. Dezember 2023 die Linienäste des euregioAIXpress (RE29) westlich von Verviers zwischen der L09 nach Spa-Géronstère und der Linie S41 nach Lüttich getauscht. Somit verkehrt die Linie S41 (RE29) grenzüberschreitend von Lüttich-St-Lambert nach Aachen Hbf täglich im Stundentakt zwischen 5 und 21 Uhr mit Halt an allen Unterwegsstationen. Dabei kommen Lokomotiven der Baureihe 18, ausgerüstet mit dem Zugbeeinflussungssystem ETCS und vier l11-Wagen zum Einsatz. Unter den Wagen ist jeweils ein Wagen mit erster Klasse und ein Steuerwagen. Die Fahrzeit beträgt 74 Minuten.

## Liniennetz

Liniennetzplan, Stand 2025

Das Liniennetz besteht (Stand 30. Juni 2024) aus folgenden Linien:
| Linie      | Linienweg | Anzahl Stationen | Takt  | Takt   | Fahrzeuge                  |
| Linie      | Linienweg | Anzahl Stationen | Mo–Fr | Sa, So | Fahrzeuge                  |
| ---------- | --- | ---------------- | ----- | ------ | -------------------------- |
| S41        | Liège-Saint-Lambert – Liège-Carré – Liège-Guillemins – Angleur – Chaudfontaine – Chênée – Trooz – Fraipont – Nessonvaux – Pepinster – Verviers-Central – Verviers-Palais – Dolhain-Gileppe – Welkenraedt – Hergenrath – Aachen Hbf   | 16               | 60′   | 60′    | Baureihe 18 + 4× I11-Wagen |
| S41        | Hasselt – Diepenbeek – Bilzen – Tongern – Glons – Liers – Milmort – Herstal – Liège-Saint-Lambert – Liège-Carré – Liège-Guillemins – Angleur – Chaudfontaine – Chênée – Trooz – Fraipont – Nessonvaux – Pepinster – Verviers-Central | 19               | 60′   | --     | AM/MS 80                   |
| S42        | Liers – Milmort – Herstal – Liège-Saint-Lambert – Liège-Carré – Liège-Guillemins – Ougrée – Seraing – Flémalle-Haute | 9                | 60′   | 60′    | AM/MS 62–79 AM/MS 08       |
| S43 (RE18) | Liège-Guillemins – Bressoux – Visé – Eijsden – Maastricht-Randwyck – Maastricht – Meerssen – Valkenburg – Heerlen – Landgraaf – Eygelshoven Markt – Herzogenrath – Aachen West – Aachen Hbf                                          | 14               | 60′   | 60′    | Stadler Flirt 3            |
| S44        | Waremme – Bleret – Remicourt – Fexhe-le-Haut – Clocher – Voroux – Bierset-Awans – Ans – Liège-Guillemins – Bressoux – Visé | 11               | 60′   | --     | AM/MS 62–79 AM/MS 08       |

Zwischen Liège-Saint-Lambert und Verviers-Central, Liège-Guillemins und Liers sowie zwischen Liège-Guillemins und Visé wird von Montag bis Freitag ein Halbstundentakt erreicht.